# Mariene ecoregio Kaapverdië
De Mariene ecoregio Kaapverdië (79) (Engels: Cape Verde marine ecoregion) is een biogeografische regio en ligt in het oosten van de Atlantische Oceaan in de Mariene provincie West-Afrikaanse Transitie (16) in het Marien rijk Tropische Atlantische Oceaan. De mariene ecoregio is vastgesteld door het World Wide Fund for Nature en The Nature Conservancy en is vernoemd naar Kaapverdië.
In het oosten grenst het gebied aan de mariene ecoregio Sahel-opwelling (80).

## Geografie
De mariene ecoregio ligt in het oosten van de Atlantische Oceaan rond de eilandengroep van de Kaapverdische Eilanden.
Door het gebied stroomt de Canarische stroom, onderdeel van de Noord-Atlantische gyre.

## Biogeografie
Het gebied kent zeeleven dat houdt van tropische temperaturen.